# 達文波特 (內布拉斯加州)
達文波特（英語：Davenport）是位於美國內布拉斯加州塞耶縣的村。

## 人口
根據2020年美國人口普查的數據，達文波特的面積為1.69平方千米，皆為陸地。當地共有人口321人，而人口密度為每平方千米190人。